# Іслам в Індії
Іслам є другою за величиною релігією Індії, з 14,2% населення країни, або приблизно 172,2 мільйона людей, ідентифікуючи себе як прихильники ісламу в переписі 2011 року. Індія також має третю за величиною кількість мусульман у світі. Більшість мусульман Індії є сунітами, тоді як шиїти складають близько 15% мусульманського населення.
Іслам поширився в Індії уздовж арабських прибережних торговельних шляхів у Гуджараті та вздовж Малабарського узбережжя вже незабаром після появи релігії на Аравійському півострові. Іслам прибув у внутрішню частину Індійського субконтиненту в 7 столітті, коли араби завоювали Сінд, а пізніше дійшли до Пенджабу та Північної Індії в 12 столітті через завоювання Газневідів і Гуридів і з того часу став частиною релігійної та культурної спадщини Індії.  

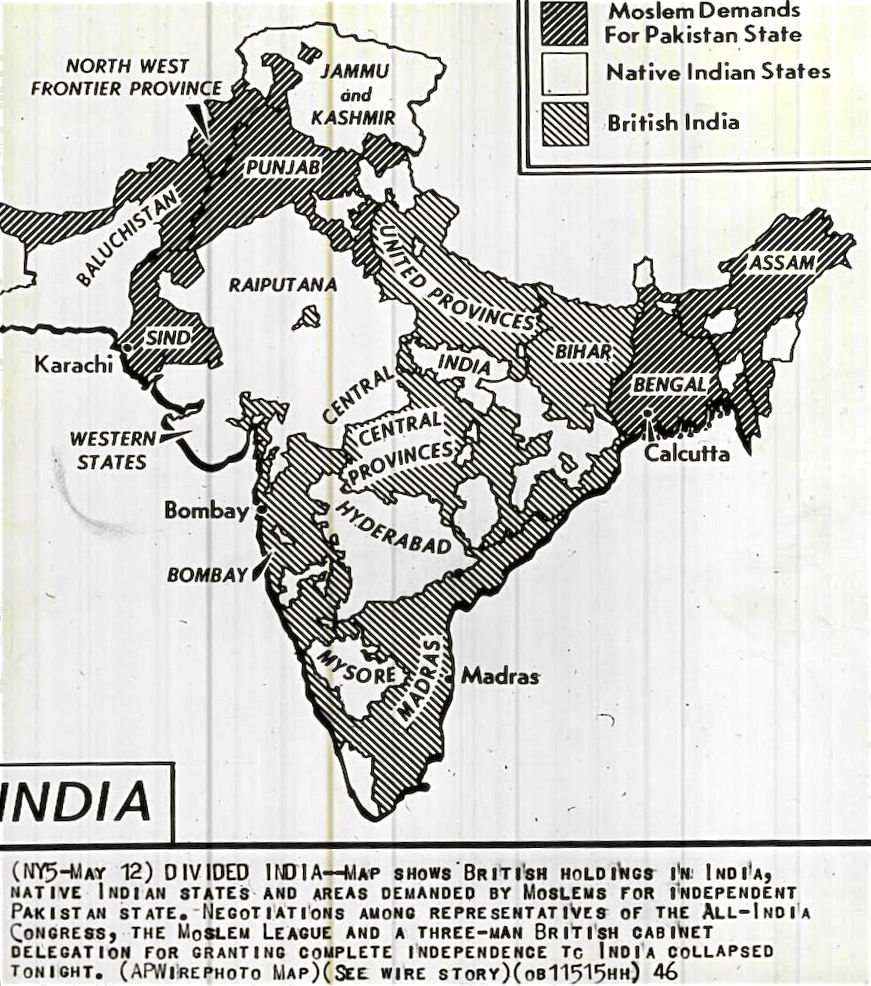
Поділ Британської Індії ґрунтувався на релігії. На територіях з мусульманською більшістю був створений Пакистан.

## Демографія
Станом на 2019 рік, Індія є третьою за чисельністю населення мусульман, а також має найбільшу у світі мусульманську меншину. 
| Країна    | Мусульманське населення | Відсоток від загального мусульманського населення |
| --------- | ----------------------- | ------------------------------------------------- |
| Індонезія | 231 070 000             | 12,2%                                             |
| Пакистан  | 233 046 950             | 11,2%                                             |
| Індія     | 207 000 000             | 10,9%                                             |